# Комітет визволення політв'язнів
Комітет визволення політв'язнів — українська громадська організація, яка захищає журналістів і громадських активістів від політичних переслідувань. Щорічно складає списки політв'язнів та політрепресованих в Україні. З часу заснування координатором Комітету визволення політв'язнів (КВП) був Микола Коханівський; після його відбуття на фронт Антитерористичної операції на сході України з батальйоном ОУН, координувати роботу КВП почала Тетяна Близнюк.

## Заснування
Комітет визволення політв'язнів був створений у січні 2011 року, коли влада після завершення у грудні 2010 року Податкового майдану розпочала переслідування журналістів і активістів різних політичних партій та громадських організацій. За словами Миколи Коханівського, репресивні дії проти активістів із «Тризубу ім. С. Бандери», які протестуючи проти встановлення погруддя Сталіна в Запоріжжі 28 грудня 2010 року пошкодили сталінську голову, стали приводом для створення КВП.
Першими кроками КВП став захист активістів ГО «Тризуб», «ВО Свободи» та "КУПР"у, яких обвинували у пошкодженні гранитної плитки на Майдані Незалежності при встановленні наметів під час Податкового майдану; захист ув'язнених в Лук'янівському СІЗО громадських активістів Сергія Костакова і Олексія Заплаткіна; захист блогера та журналіста Олени Білозерської, яку запідозрили у причетності до підпалу офісу Партії регіонів у місті Києві в ніч на 1 січня 2011 року; захист заарештованого в Одесі громадянина Росії Олексія Макарова; захист поетеси Ганни Сінькової за символічне смаження яєчні на "вічному вогнищі.
Українська Гельсінська спілка з прав людини (УГСПЛ) вважає політичним в'язнем «будь-якого ув'язненого, у кримінальному чи адміністративному переслідуванні якого істотно значущу і достовірно визначену роль відіграють політичні мотиви влади». Кримінальні справи проти учасників підприємницького Майдану, членів «Тризубу» та ВО «Свобода» УГСПЛ визнала «політичними переслідуваннями».
Комітет визволення політв'язнів та Харківська правозахисна група (керівник Євген Захаров опікуються справами десятків добробатів, оскільки вважають, що переслідування багатьох із них є упередженим.

## Діяльність
Серед подальших громадських акцій КВП на підтримку політв'язнів:
- Акція під Адміністрацією президента 31 серпня 2011 року[6].
- Мітинг на захист затриманих та переслідуваних патріотів біля Адміністрації президента 20 вересня 2011 року. В зібранні взяли участь Комітет визволення політв'язнів, ВГО «Коаліція учасників Помаранчевої революції» (КУПР), Блок соціального партнерства «Порядок і достаток», ГО «Тризуб», ГО «Патріот України», «Братство св. Луки», Українська народна партія, та інші громадські організації[7].
- Акція «Коляда для політв'язнів» біля Лук'янівського СІЗО 14 січня 2012 року[8].
- Пікет на підтримку «васильківських терористів» 23 квітня 2012 року[9].
- Акція 4 вересня 2012 року по захисту юриста Віталія Запорожця, мешканця с. Семиполки Броварського району Київщини, який вимушено застрелив міліціонера-«бєспрєдєльщика», що тероризував мешканців села при повній бездіяльністі місцевої влади та працівників міліції[10]. Під Броварським міськрайонним судом активісти КВП встановили «шибеницю, щоб повісити на ній опудало продажної судді, яка засудила Запорожця на 14 років»[11].
- Акція «Покрова-2012» під стінами Лук'янівського СІЗО 15 жовтня 2012 року[12].
- Акція «Вертеп Волі для тих, хто в неволі» під Лук'янівським СІЗО 8 січня 2013 року[13].
- Вшанування Олени Теліги у Бабиному яру 21 лютого 2013 року[14].
- Акція «Геть політичний терор!» під Броварським райвідділом міліції і «Червоні шапочки» під Печерським райвідділом у Києві 7 червня 2013 року[15].
- Поїздка групи активістів КВП до Врадіївки 5 липня 2013 року[16].
- Відзначення Дня Свободи 22 листопада 2013 року у Києві. Проведена разом із організаціями: «Київське віче», «Тризуб ім. Степана Бандери», «Спільна справа», «ОУН», «Євронаступ», «Врадіївський Рух», «Новий Київ», «КУПР» та позаорганізаційними патріотами[17].

## Революція гідності
Комітет визволення політв'язнів взяв участь у Революції гідності. Разом із ГО «Тризуб», СНА, УНА-УНСО, КУН та «Чорним Комітетом», він заснував «Правий сектор».

## Список політв'язнів на кінець 2014 року
Комітет визволення політв'язнів складає та регулярно оновлює списки політв'язнів та політрепресованих в Україні для того, щоб привернути увагу громадськості до їх долі:
1. Берлізов Максим Володимирович, 11.03.1995 р.н., громадський активіст, перебуває під домашнім арештом за бійку з тітушками під час Євромайдану;
2. Вахній Олександр Віталійович, 13.04.1971 р.н., громадський активіст, перебуває в Лук'янівському СІЗО за народну люстрацію прокурора Святошинської прокуратури міста Києва Валентина Брянцева[20], а також — під слідством за закриття нелегальних залів гральних автоматів і протест під Верховною радою 14 жовтня 2014 року;
3. Вишняк Ярослав Олексійович, 24.03.1997 р.н., член групи громадської ініціативи «Чорний Комітет», перебуває під домашнім арештом за участь в акції протесту під Верховною радою 14 жовтня 2014 року;
4. Гончаревський Всеволод Едуардович, 16.08.1967 р.н., журналіст, перебуває під домашнім арештом за участь в марші «За єдність України» в Одесі 2 травня 2014 року;
5. Горанін Владислав Юрійович, 04.05.1989 р.н., координатор групи громадської ініціативи «Білий Молот», наразі воює на фронті АТО, перебуває під слідством, йому інкримінують організацію викрадення зброї;
6. Гульвіченко Григорій Олексійович, 06.08.1992 р.н., громадський активіст, учасник Майдану та боїв на вул. Грушевського, перебуває в Лук'янівському СІЗО, йому інкримінують напад на пост ДАІ та вбивство трьох міліціонерів в березні 2014 року;
7. Данилів Василь Миколайович, 11.06.1969 р.н. громадський діяч, перебуває в Лук'янівському СІЗО з 2012 року, йому інкримінують замах на голову правління банку «Союз» Сергія Дядечка, який проходив свідком у справі про розкрадання бюджетних коштів у «Родовід Банку»[21];
8. Деренко Олександр Михайлович, 03.01.1985 р.н., член «Білого Молоту», з групою активістів знайшов кришовану міліцією наркоточку, перебуває в Лук'янівському СІЗО, йому інкримінують викрадення людей;
9. Дериглазов Артем Ігорович, 17.06.1989 р.н., громадський активіст, засуджений до довічного ув'язнення, йому інкримінують вбивство одного і поранення двох міліціонерів у 2012 році;
10. Захарчук Олександр Олександрович, 30.10.1997 р.н., неповнолітній громадський активіст, перебуває під домашнім арештом за протест під Верховною радою 14 жовтня 2014 року;
11. Звегінцев Євген Геннадійович, 23.08.1990 р.н., громадський активіст, перебуває під домашнім арештом за бійку з групою тітушек під час Майдану;
12. Каднічанський Віталій Анатолійович, 15.12.1990 р.н., активіст національного руху, перебуває в Харківському СІЗО, йому інкримінують злочини вчинені на ґрунті расової нетерпимості;
13. Калугін Віталій Станіславович, 18.02.1984 р.н., член групи громадської ініціативи «Білий Молот», з групою активістів викрив кришовану міліцією наркоточку, перебуває в Лук'янівському СІЗО, йому інкримінують викрадення людей та інші злочини;
14. Канцедайло Олександр Миколайович, 30.05.1951 р.н., правозахисник, юрист, засуджений на 13 років по сфабрикованому звинуваченні у співучасті в убивстві;
15. Колесников Макар Вікторович, 25.08.1989 р.н., громадський активіст, член групи «Білий Молот», йому інкримінують викрадення людей та інші злочини після того, як він з групою активістів викрив кришовану міліцією наркоточку;
16. Костаков Сергій Юрійович, 12.05.1972 р.н., неодноразово переслідувався працівниками МВС, — за участь у Податковому майдані, 8 місяців пробув в Лук'янівському СІЗО[22], після початку Антитерористичної операції на сході України (ATO) — боєць 72-ї механізованої бригади; 22.11.2014 року, отримав перевід до нового місця служби, виїхав до нової частини з м. Волноваха, з тих пір зв'язок із ним перервався, місце знаходження півроку залишалося невідоме. 02.06.2015 року, в лісосмузі поблизу села Прохорівка Волноваського району, було знайдено тіло з документами Сергія, з кількома кулями в голові, руки в наручниках за спиною. Тіло напіврозкладене і візуально упізнати його неможливо, проводиться експертиза ДНК.[23][24]
17. Коханівський Микола Миколайович, 25.05.1971 р.н., засуджений до 3-х років (умовно) за пошкодження пам'ятника Леніну на Бессарабці в 2009 році[25], наразі керує батальйоном ОУН, переслідується за неявку для відмічання в кримінально-виконавчу інспекцію;
18. Кривко Тарас Ігорович, 02.05.1996 р.н., член Чорного Комітету, боєць «Айдару», перебуває під домашнім арештом за протест під Верховною радою 14 жовтня 2014 року;
19. Кружко Богдан Володимирович, 30.03.1994 р.н., громадський активіст, перебуває під слідством за протест під Верховною радою в серпні 2014 року;
20. Левенець Ярослав Анатолійович, 28.08.1985 р.н., громадський активіст, член Правого сектору, більше року пробув у СІЗО по сфабрикованій справі, після переведення на домашній арешт, — одразу пішов воювати на фронт АТО;
21. Лискович Дмитро Володимирович, 16.07.1987 р.н., громадський активіст, член Правого сектору, перебуває в Лук'янівському СІЗО за захист родини від рейдерського захоплення житла;
22. Лола Іван Олександрович, 07.07.1997 р.н., член «Чорного Комітету», перебуває на домашньому арешті за участь в акції протесту під Верховною радою 14 жовтня 2014 року;
23. Михайленко Петро Володимирович, 16.07.1979 р.н., громадський активіст, член ВГО «Коаліція Учасників Помаранчевої Революції» (КУПР), перебуває під слідством через спровоковану бійку;
24. Місяць Ярослав Анатолійович, 27.06.1981 р.н., активіст РПЛ, перебуває під слідством на домашньому арешті за акцію протесту під Ірпінською прокуратурою восени 2014 року;
25. Олійник Борис Ярославович, 06.08.1974 р.н., громадський активіст, перебуває на домашньому арешті за участь в акції протесту під Верховною радою 14 жовтня 2014 року;
26. Оніщенко Сергій Павлович, 12.05.1957 р.н., громадський активіст, доцент Національного авіаційного університету (НАУ), перебуває в Лук'янівському СІЗО, йому інкримінують замах на життя проректора-регіонала;
27. Павленко Юрій Євгенійович, 29.10.1989 р.н., громадський активіст, перебуває у Вінницькому СІЗО за протест у Вінниці, інкримінують хуліганство і погрозу щодо працівника правоохоронного органу;
28. Пастушенко Андрій Іванович, 02.12.1961 р.н., громадський активіст, боєць батальйону ОУН, перебуває під слідством;
29. Порожний Сергій Миколайович, 12.09.1988 р.н., громадський активіст, член «Білого Молоту», перебуває в Лук'янівському СІЗО, йому інкримінували викрадення людей та інші злочини після того, як він з групою активістів викрив кришовану міліцією наркоточку;
30. Ребіков Віктор Ілліч, 26.09.1960 р.н., політв'язень, голова сільради в Алуштинському районі Криму, він не підписав акт про передачу земель громади, його наразі вивезено до РФ;
31. Ребіков Ілля Вікторович, 05.09.1985 р.н., син Віктора Ребікова, депутат сільради, політв'язень з Криму, якого наразі вивезено до РФ;
32. Роговий Дмитро Олексійович, 28.08.1985 р.н., перебуває на домашньому арешті за участь в акції протесту під Верховною радою 14 жовтня 2014 року;
33. Сергієнко Спартак Валентинович, 17.05.1985 р.н., активіст РПЛ, перебуває під слідством за народну люстрацію мера Конотопа;
34. Симоненко Юрій Григорович, 25.03. 1956 р.н., викладач НАУ, перебуває в Лук'янівському СІЗО, інкримінують замах на життя проректора-регіонала;
35. Стемпковский Євгеній Владиславович, 12.08.1989 р.н., перебуває на домашньому арешті за участь в акції протесту під Верховною радою 14 жовтня 2014 року;
36. Стрєлкін Михайло Олександрович, 27.05.1989 р.н., член Правого сектора, перебуває в Лук'янівському СІЗО за захист родини від рейдерського захоплення житла;
37. Стрижка Михайло Євгенович, 21.11.1996 р.н., активіст Громадського об'єднання «Синдикат», боєць «Айдару», перебуває на домашньому арешті за участь в акції протесту під Верховною радою 14 жовтня 2014 року;
38. Тельнов Віталій Антонович, 25.07.1964 р.н., громадський активіст, колишній член УНСО, член ВО «Батьківщина», перебував у 2-й сотні Самооборони Майдану, в січні 2014 року був викрадений «Беркутом» з Майдану, жорстоко побитий, проти нього було сфабриковано справу по зберіганню наркотиків, засуджений до 3,5 років позбавлення волі, перебуває у Північній виправній колонії № 90, м. Херсон;
39. Тицький Богдан Вікторович, 13.05.1989 р.н., був оштрафований на більше 30 000 грн. за те, що сприяв сміттєвій люстрації мера Конотопа;
40. Тімербеков Євген Георгійович 12.05.1990 р.н., перебуває на домашньому арешті за бійку з групою тітушок під час Майдану;
41. Харакоз Віталій Миколайович, 28.09.1966 р.н., перебуває в Маріупольському СІЗО за сфабрикованими статтями за те, що викрив конопляні плантації;
42. Харакоз Ренат Віталійович, 06.11.1987 р.н., перебуває в Маріупольському СІЗО за сфабрикованими статтями за те, що викрив конопляні плантації;
43. Харакоз Родіон Віталійович, 30.05.1992 р.н., перебуває в Маріупольському СІЗО за сфабрикованими статтями за те, що викрив конопляні плантації;
44. Ходіяк Сергій Олександрович, 29.04.1981 р.н., журналіст, перебуває на домашньому арешті за участь в марші «За єдність України» в Одесі 2 травня 2014 року;
45. Черняк Олесь Юрійович, 10.06.1997 р.н., учасник Майдану та боїв на вул. Грушевського, перебуває в Лук'янівському СІЗО, йому інкримінують напад на пост ДАІ в березні 2014 року;
46. Шеховцов Павло Євгенович, 22.10.1993 р.н., громадський активіст, перебуває на домашньому арешті за бійку з групою регіоналів під час Майдану.

Виходячи з факту, що «протягом більше ніж останніх десяти років судові рішення приймались не на основі доказів та наявних фактів, а на підставі політичних мотивів, що призвело до зростання кількості політичних в'язнів», народні депутати України Ігор Мосійчук, Дмитро Лінько та Андрій Лозовой внесли проект змін до Закону України «Про застосування амністії в Україні», — «Про внесення змін до Прикінцевих положень Закону України „Про застосування амністії в Україні (щодо повної реабілітації політичних в'язнів)“», згідно яким усі політв'язні України станом на січень 2015 року потрапляють під амністію.